# АГ (морская мина)
АГ (АГ — «антенная глубоководная») — советская антенная глубоководная морская мина, применявшаяся для уничтожения судов и подводных лодок противника, а также для затруднения их плавания. Имела две модификации — АГ и АГСБ. Входила в состав минного вооружения кораблей различных проектов.

## История
Разработка отечественных антенных мин, предназначенных для поражения подводных лодок в широком диапазоне глубин, была начата в Остехбюро в 1926 году. Конструкторские работы привели к появлению противолодочной якорной антенной глубоководной мины АГ, принятой на вооружение Военно-Морского флота СССР в 1940 году. АГ представляла собой мину КБ, оборудованную антенными устройствами. Принцип работы мины был следующим: после установки мины на заданное углубление две медные антенны, расположенные между антенным буем и корпусом мины (верхняя антенна) и корпусом мины и якорем (нижняя антенна), выравнивали свой электрический потенциал в морской воде. При касании какой-либо антенны корпусом подводной лодки баланс нарушался, что приводило к замыканию электрической цепи запала мины. Длина антенн обеспечивала перекрытие толщи воды в 60 м. В целях исключения безопасного прохода подводной лодки между верхней и нижней антенной на корпусе мины были установлены пять гальвано-ударных колпаков. Из-за незначительной прочности медных антенн по сравнению со стальным минрепом срок службы антенных мин был вдвое меньше, чем у обычных якорных, а на изготовление антенн каждой мины расходовалось до 30 кг дефицитной меди. В период Великой Отечественной войны антенный взрыватель мины АГ был модернизирован посредством замены медных антенн стальными, равнопрочными с минрепом, и монтажом аппаратуры в едином блоке. Мина с модернизированным взрывателем получила название АГСБ («антенная глубоководная со стальными антеннами и аппаратурой, собранной в единый блок»). Одновременно с АГ велась разработка другой антенной мины — АС («антенная стандартная»), также известная под обозначением АГС или КБ-2. Отличие её от мины АГ состояло в отсутствии верхней антенны, так как она предназначалась для постановки в мелководных районах. В верхней полусфере мина имела пять гальваноударных колпаков, что делало её опасной и для надводных кораблей. 
С 1941 года по 1 октября 1945 года ВМФ было поставлено 1927 морских мин АГ.

### Характеристики
- Общий вес — 1120 кг[4];
- Длина×ширина×высота — 2162×927×1205 мм[4];
- Вес заряда — 230 кг[4];
- Длина минрепа — 360 м[4];
- Глубина моря, наибольшая/наименьшая — 320 м/12 м (без антенн, 88 м с двумя антеннами)[4];
- Углубление, наибольшее/наименьшее — 9,1 м /2,4 м[4];
- Минимальный минный интервал — 35 м (без антенн), 45 м (с антеннами)[4];
- Наибольшая скорость хода при постановке — 24 узла (11 при постановке с борта высотой 4—6 м)[4];
- Наибольшая высота борта — 4,6 м[4];
- Точность установки мины на заданное углубление — 0,6 м[5];
- Запас плавучести мины — 55—65 кг[5];
- Время прихода мины в боевое положение — 10 — 20 минут[5];
- Наличие противотральных устройств — прибор «Чайка»[5];
- Задержка взрыва — 0,3 с[5];
- Допустимая скорость течения — до 2 узлов[5];
- Принцип действия взрывателя — медные антенны и 5 гальваноударных свинцовых колпаков[5];
- Длина антенны — 35 м (верхняя), 34 м (нижняя)[5];
- Средняя продолжительность службы — до двух лет[6];
- Время приготовления одной мины запальной командой — 20 минут (предварительное), 5 минут (окончательное)[7].